# 大草原
『大草原』（だいそうげん、The Sea of Grass）は1947年のアメリカ合衆国の映画。1936年発表の同名小説を映画化した作品。
監督はエリア・カザン。出演はキャサリン・ヘプバーンやスペンサー・トレイシーなど。

## ストーリー
1880年、ニュー・メキシコの家畜王として知られているジム・ブルートン大佐に稼ぐべく、セントルイス第一の美人ルーティー・キャメロンは、花婿のいるソート・フォークスまで長い旅路を、農夫のサムとセリナのホール夫婦と道付連れなった。ホールは放牧地を耕地にする耕作権を主張する訴えを起こしたので、ルーティーもその裁判を傍聴した。家畜王の権勢影響か、陪審員は農夫の権利を認めなかった。そこで彼女は農夫側の弁護士ブライス・チャンバレンと知り合った。ジムとホテルで結婚式を挙げた後、彼女は大草原の真中のブルートン家の主婦生活をはじめた。間もなくセイラ・ベスと名づけられた娘が生まれ、よそ目には幸福な家庭とみえるが、ルーティーとジムの夫婦仲は年月と共に冷たくなった。それはジムの大海のような牧草に対する愛着のあまりにも大きいことと牧畜を尊び、農作を軽べつするジムの気持ちに対する反感によるものであった。ホールはブルートン放牧地内に耕地を作り、針金の垣を立てた。嵐におびえた家畜の群が殺到して垣を破った時、サム・ホールは家畜に発砲した。憤慨したカウ・ボーイ達はサムを踏み殺してしまった。臨月のセリナは失心し、赤字は死産した。これはルーティーにとって、余りにも大きい打撃で、彼女は家を去り、デンヴァーに赴いた。そこでチャンパレンと再会した彼女は、心の痛手から彼と愛し合うようになった。しかし彼女はブルートン家に帰るべきであると思いなおし、ソート・フォークスへ帰った。やがて男児が生まれたが、ジムはその子が自分の子ではないことを知って、夫婦の仲の溝はさらに深まった。再度の結婚生活の立てなおしに破れたルーティーは、ジムが農夫達を追い払う計画を立てた時、ふたたび家出した。
しかし、ジムの計画は成らず、チャンバレンがソート・フォークスの判事として赴任して以来、農夫達は移住して来て牧草の海は耕地と化した。ルーティーが子供達に会いに来た時、子供達は彼女を忘れてしまっていた。失望した彼女はさびしく立ち去った。ジムは牧童頭のリードに臨終の床で、ルーティーがジムを愛していたことを教えられ、自分の頑くな心が彼女を遠ざけたことを、初めて悟った。チャンバレンと幸福な生活を立て得るのを投げうって、ルーティーが帰って来たのは彼女の大きな愛情の現われであったことを覚ったが、彼女の行方は探すべくもなかった。しかし息子のブロックがならず者となり、殺人未遂で捕えられた時、そのうわさをきいてルーティーはまた帰って来た。ところが牢破りをしたブロックは追跡隊に射たれ、重傷を追って山小屋にたどり着き、ジムの腕に抱かれて死んだ。遺骸を葬ってジムが帰宅すると、戸口にルーティーが立っていた。この悲しみがジムとルーティーとセイラ・ベスの3人を結びつけた。

## 登場人物/キャスト
※括弧内は日本語吹替（初回放送1967年3月18日『土曜洋画劇場』）
- ルーティ・キャメロン・ブリュートン：キャサリン・ヘプバーン（山岡久乃）
- ジム・ブルートン大佐：スペンサー・トレイシー（森山周一郎）
- ブロック・ブリュートン：ロバート・ウォーカー（山田康雄）
- ブライス・チャンバレン：メルヴィン・ダグラス（森川公也）
- サラ・ベス・ブリュートン：フィリス・サクスター（鈴木弘子）
- ジェフ：エドガー・ブキャナン（雨森雅司）
- ドック・J・リード：ハリー・ケリー（北山年夫）
- セリナ・ホール：ルース・ネルソン
- バンティ：ウィリアム・"ビル"・フィリップス
- フロイド・マッカーティン：ロバート・アームストロング
- サム・ホール：ジェームズ・ベル
- セス・ホワイト刑事：ロバート・バラット
- ジョージ・キャメロン：チャールズ・トロウブリッジ
- デル・ハーネイ少佐：ラッセル・ヒックス
- アンディ・ボッグス：トレヴァー・バーデット
- A・J・クレイン：モリス・アンクラム

## スタッフ
- 監督：エリア・カザン
- 製作：パンドロ・S・バーマン
- 原作：コンラッド・リクター
- 脚本：マーガリット・ロバーツ、ヴィンセント・ローレンス
- 撮影：ハリー・ストラドリング
- 編集：ロバート・カーン
- 音楽：ハーバート・ストサート